# Havoc (raper)
Havoc, a właściwie Kejuan Waliek Muchita (ur. 21 maja 1974 w Nowym Jorku) – amerykański raper i producent muzyczny. Współtworzył zespół Mobb Deep wraz z Prodigim.
Wyprodukował większość piosenek zawartych na wszystkich płytach Mobb Deep i produkował dla takich artystów jak Method Man, Nas, Onyx, Jadakiss, Game, 50 Cent, G-Unit, Lil’ Kim.

## Dyskografia
Albumy studyjne
- The Kush (2007)
- Hidden Files (2009)
- 13 (2013)
- 13 Reloaded (2014)
- The Silent Partner (z The Alchemist) (2016)
- Dirty P (z Method Manem) (2021)

Mixtape'y
- The One And Only (2007)
- From Now On The Mixtape (2009)